# 新岡昇弧
新岡 昇弧（にいおか しょうこ、1912年 - 1994年）は、昭和から平成初期にかけて主に北海道を中心として活動した俳人である。
外孫に、盆栽作家の長内蝶眠がいる。

## 略歴
- 明治45年(1912)3月、秋田県秋田市に商人櫻井金之助の末子として生まれる。当時の名前は櫻井正一。生後すぐ北海道小樽市の新岡家の養子となり、新岡直吉と改名。
- 昭和5年(1930)旧制小樽商業学校を卒業後、土木会社新岡組を創立しつつ俳句雑誌「ほとゝぎす」に投句。直接の指導はなかったものの、高浜虚子に見い出され薫陶を受ける。
- 昭和19年(1944)、海軍陸戦部隊館山部隊に召集され、そこで終戦を迎える。
- 昭和22年(1946)に新岡組から新岡建設に改称。
- 昭和26年(1951)札幌郡琴似町に拠点を移動し、俳句結社「琴友会」を設立。以降は昭和55年(1980)に代表取締役を退くまで経営と俳句活動を両立。
- 平成6年(1994)11月、心筋梗塞により永眠。

## 主な作品
- 「あはれあはれ濡るゝがまゝの案山子かな」
- 「遠目鑑のぞくはいつの夢なるぞ」

(「吟行集」(非売本)より)